# Jean-Claude Voisin

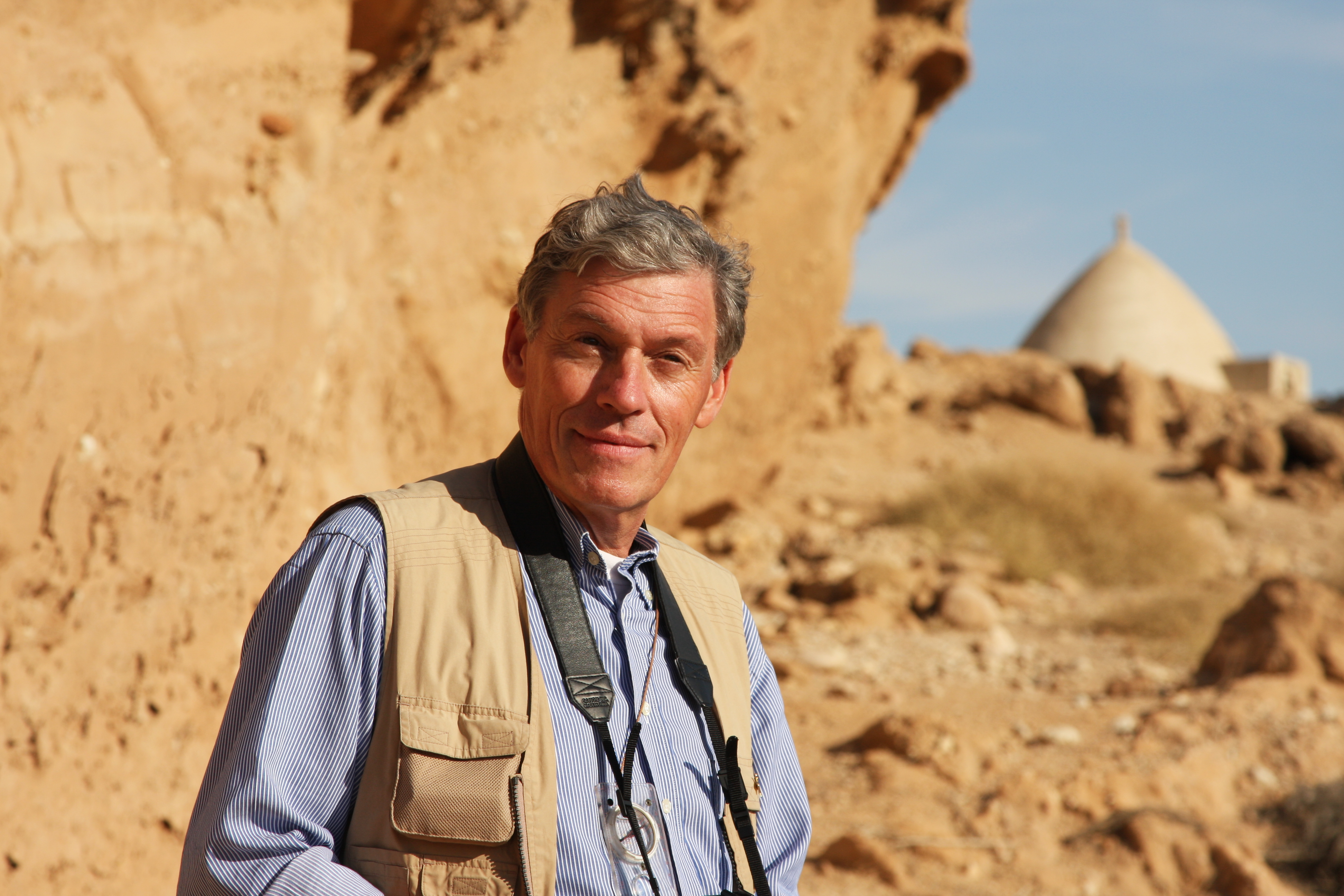
Jean-Claude Voisin, 2009

Jean-Claude Voisin (* 6. November 1949 in Salins-les-Bains, Département Jura) ist ein französischer Kunsthistoriker.
Voisin studierte Geschichte des Mittelalters. Im Anschluss war er zunächst von 1976 bis 1984 Archivar der Stadt Montbéliard. Nachdem er 1982 im Fach Geschichte und Archäologie des Mittelalters promoviert hatte, übernahm er im Jahr 1984 in der Stadtverwaltung von Montbéliard die Leitung der Abteilung Denkmalpflege und rückte 1989 zum Leiter der Abteilung Kultur und Denkmalpflege der Stadt auf. 1995 wechselte er als Direktor des Französischen Kulturinstituts nach Beirut. Seit September 2000 ist er Beauftragter der Französischen Botschaft in Berlin für die thüringisch-französische Zusammenarbeit.
Für seinen Einsatz für die Beziehungen Thüringens zu seiner Partnerregion Picardie zeichnete der thüringische Ministerpräsident Dieter Althaus Voisin im August 2004 mit dem Thüringer Verdienstorden aus.
| Personendaten    | Personendaten                      |
| ---------------- | ---------------------------------- |
| NAME             | Voisin, Jean-Claude                |
| KURZBESCHREIBUNG | französischer Kunsthistoriker      |
| GEBURTSDATUM     | 6. November 1949                   |
| GEBURTSORT       | Salins-les-Bains, Département Jura |